# 2009 في إثيوبيا
فيما يلي قائمة بالأحداث التي وقعت خلال عام 2009 في  إثيوبيا.

## في السلطة
- الرئيس : غيرما ولد غيورغيس
- رئيس الوزراء : مليس زيناوي

## أحداث

### يناير
- 2 يناير - إثيوبيا تبدأ سحب قواتها من الصومال بعد عامين من التدخل في الحرب الأهلية. [1]